# Thomas Wallraf
Pas d'image ? Cliquez ici

a Compétitions nationales et continentales officielles uniquement.

b Matchs officiels uniquement.
Dernière mise à jour le 24/10/2023.
Thomas Wallraf est un joueur international belge de rugby à XV évoluant au poste d'ailier. 

## Biographie
Thomas Wallraf commence le rugby au sein du Pessac Rugby. A 14 ans, il rejoint les rangs de l'Union Bordeaux Bègles. Il y fait sa première année espoir, avant de rejoindre en 2017 l'académie de USO Nevers. 
Habitué des sélections jeunes en Belgique, il débute sous le maillot des Diables noirs lors d'une tournée au Portugal en 2016. Il inscrit ses deux premiers essais internationaux lors de l'opposition face à l'Allemagne en 2018.
A Nevers, s'il s'entraîne avec l'équipe première, il n'en porte néanmoins jamais les couleurs en Pro D2. A la fin de son contrat espoir, il rejoint le RC Bassin d'Arcachon en Fédérale 1, puis la saison suivante dans la nouvelle Nationale 2. Après deux saisons à Arcachon, il s'engage en faveur d'un autre club girondin, le Stade langonnais, lui aussi en Nationale 2.

## Statistiques

### En sélection
| Année | Compétition | Matchs | Points | Essais | Transf. | Drops | Pénal. |
| ----- | ----------- | ------ | ------ | ------ | ------- | ----- | ------ |
| 2016  | Test        | 1      | -      | -      | -       | -     | -      |
| 2018  | REC 2018    | 5      | 10     | 2      | -       | -     | -      |
| 2019  | REC 2019    | 5      | -      | -      | -       | -     | -      |
| 2019  | Test match  | 1      | -      | -      | -       | -     | -      |
| 2020  | REC 2020    | 3      | -      | -      | -       | -     | -      |
| 2021  | Test match  | 1      | -      | -      | -       | -     | -      |
| 2023  | REC 2023    | 2      | 5      | 1      | -       | -     | -      |
| Total | Total       | 18     | 15     | 3      | -       | -     | -      |

| Essais | Adversaire | Lieu                    | Compétition | Date         | Résultat | Score |
| ------ | ---------- | ----------------------- | ----------- | ------------ | -------- | ----- |
| 2      | Allemagne  | Bruxelles               | REC 2018    | 3 mars 2018  | Victoire | 69-15 |
| 1      | Pologne    | NRCA Stadium, Amsterdam | REC 2023    | 19 mars 2023 | Victoire | 18-17 |